# Atiega
Atiega (oficialmente Atiega/Atiaga) es un concejo del municipio de Añana, en la provincia de Álava, España. 

## Historia
Hacia mediados del siglo XIX, el lugar, por entonces parte del ayuntamiento de Salinas de Añana, tenía contabilizada una población de 102 habitantes. Aparece descrito en el tercer volumen del Diccionario geográfico-estadístico-histórico de España y sus posesiones de Ultramar de Pascual Madoz de la siguiente manera:

ATIEGA: ald. en la prov. de Alava (5 leg.á Vitoria), dióc. de Búrgos (15), vicaría de Valdegovia, part. jud. y ayunt. de Salinas de Añana (1/2): sit. en un valle entre 2 alturas cubiertas de pinos y robles; su clima templado y sano; 28 casas en 2 grupos ó barrios forman esta pobl., cuya escuela se halla dotada con 500 rs., y asisten unos 14 niños y niñas. La igl. parr. (Sta. Eulalia de Mérida) es hijuela de Sta. Maria de Villacones de Añana, y está servida por el último beneficiado de su matriz. El térm. confina por N. á 1/2 leg. con Barron, por E. á igual dist. con Tuesta, por S. á 1/4 con Bellogin y al O. con Añana: hay fuentes de buenas aguas, y el deshielo y las vertientes de las montañas inmediatas constituyen 1 riach. que bajando de Lacozmonte deja á su der. á Tuesta y por la izq. á Añana, y se une al Omecillo: el terreno es de buena calidad: los caminos locales asi como el que dirige á Vitoria son medianos carriles: el correo se recibe en Añana: prod.: trigo, avena, maiz, habas, otras legumbres, lino, patatas, manzanas, peras, nueces y cerezas; cria toda clase de ganado, dando preferencia al lanar: se encuentra caza de perdices, sordas y liebres; y hay 1 molino harinero: pobl.: 24 vec., 102 alm. D. Alonso VIII de Castilla cedió esta ald. á Salinas de Añana en 1194 por cédula que confirmaron D. Alonso X y D. Sancho el IV, y la pagaba por cada vec. 1 panecillo y 1 par de huevos (tributo denominado de Roseo), 1,000 mrs. con el titulo de eminas y 11 rs. á cada una de las 2 igl. que tenia Añana: estaba exenta de gastos extraordinarios y servicios reales en dinero ó gente de guerra por ejecutoria ganada en 1610.
(Madoz, 1846, p. 95)

## Demografía
| Gráfica de evolución demográfica de Atiega entre 2000 y 2020 |
|                                                              |
| Población de derecho según los censos de población del INE.  |